# 2Z
2Z는 대한민국의 음악 그룹이다. 2020년 미니 1집 《We Tuzi: (위 투지)》로 데뷔했다.

## 방송
- 아시안탑밴드 (2020) - 한국 대표 선발전 Top16

## 공연
- 'CONTACT' 첫번째 콘서트 (2020)
- 투지 온라인 콘서트 (2020)
- ACT1 콘서트 (2021)
- MU:CON 2021 (2021)
- 하이브로 단독 콘서트 ‘오늘부터 1일’：롤링 27주년 기념 공연 (2022)
- '빠지거나 혹은 미치거나' 2Z(투지) 단독공연 (2023)
- 'Return of 2Z' - 브라질 투어 (2024)
- ‘Summer of Playground’ 일본 투어 (2024)
- 'One4One' - 일본 (2024)
- 'Snow Crash Summit 2024' - 태국 (2024)
- 'A Crash Landing in USA' 투어 - 미국 (2024)
- 'Glory Dayz' 미니 콘서트 (2025)
- 'Glory Dayz' 아시아 투어 - 태국, 베트남, 홍콩, 일본 (2025)
- 'Glory Dayz' IN THE US - 워싱턴 DC, 콩코드, LA (2025)